# 11-я гвардейская механизированная дивизия (СССР)
11-я гвардейская механизированная Ровенская Краснознамённая ордена Суворова дивизия — воинское соединение механизированных войск Красной армии, существовавшее в 1945—1957 годах.
Условное наименование — войсковая часть полевая почта (в/ч пп) № 16580
Сокращённое действительное наименование — 11 гв. мехд.

## История
С 1 сентября по 1 октября 1941 года в городе Самарканде Среднеазиатского военного округа на базе 1-го запасного кавалерийского полка, преимущественно из уральских казаков, создана 83-я кавалерийская дивизия. 7 ноября дивизия отправлена на фронт 14 эшелонами. Боевое крещение личный состав дивизии получил в районе города Ряжск .
1 августа 1945 переформирована в 11-ю гвардейскую механизированную Ровенскую дивизию.
В 1956 году части 11-й дивизии участвовали в подавлении венгерского восстания (операция «Вихрь») .
В начале 1957 года передислоцирована в город Новоград-Волынский, 4 июня того же года переформирована в 30-ю гвардейскую танковую Ровенскую Краснознамённую ордена Суворова дивизию.

## Состав
- 32-й гвардейский механизированный Краматорско-Белградский Краснознамённый, орденов Суворова и Кутузова полк, в/ч 22185
  - 52-й отдельный танковый батальон
- 39-й гвардейский механизированный Краснознамённый ордена Суворова полк, в/ч 25500 (расформирован 4.06.1957)
  - 185-й отдельный гвардейский танковый батальон
- 40-й гвардейский механизированный ордена Суворова полк, в/ч 03600 (расформирован 09.1955)
  - 159-й отдельный танковый батальон
- 23-й гвардейский тяжёлый танко-самоходный Ельнинский Краснознамённый орденов Суворова, Кутузова и Богдана Хмельницкого полк, в/ч 15307
- 62-й танковый Могилевский Краснознамённый полк, в/ч 36919
- 58-й учебный танковый батальон, в/ч 62143
- 90-й учебный танковый батальон, в/ч 64439[1]
- 16-й гвардейский мотоциклетный Прутско-Померанский орденов Кутузова, Богдана Хмельницкого и Александра Невского батальон[3]

## Командир
- Белоусов, Григорий Антонович (08.1945 — 12.1947), гвардии генерал-майор

## Отличившиеся воины дивизии
- Соловьёв, Алексей Дмитриевич, гвардии сержант, командир танка 62-го танкового полка
- Горячев, Иван Михайлович, сержант, механик-водитель танка 62-го танкового полка